# Prins Hendrik Ende Desespereert Nimmer Combinatie Zwolle 2019-2020
Questa voce raccoglie le informazioni riguardanti il  Prins Hendrik Ende Desespereert Nimmer Combinatie Zwolle  nelle competizioni ufficiali della stagione 2019-2020.

## Stagione
La stagione 2019-2020 del PEC Zwolle si apre il 2 agosto con l'incontro casalingo di campionato contro il Willem II perso per 1-3. Il 30 agosto, alla quinta giornata di campionato, arriva la prima vittoria per lo Zwolle che espugna il campo dell'Emmen per tre reti a una. Il 29 ottobre, con la vittoria per 3-0 sul campo dell'HSV Hoek, il PEC Zwolle supera il primo turno di Coppa d'Olanda. Il 14 dicembre, con la vittoria esterna per 2-1 contro il VVV-Venlo, lo Zwolle conclude il girone di andata al 15º posto in piena lotta per non retrocedere. Il 17 dicembre, in virtù della sconfitta esterna per 3-0 contro il Fortuna Sittard, il PEC Zwolle viene eliminato dalla coppa nazionale.
Dopo la temporanea sospensione del campionato ordinata il 12 marzo 2020, stante la decisione del governo olandese di vietare gli eventi sportivi fino al 31 marzo a causa della pandemia di COVID-19, e l'estensione della suddetta sospensione, il 21 aprile il governo olandese ha annunciato che gli eventi sportivi non si sarebbero tenuti almeno fino al 1º settembre. Per effetto di questa decisione, il 24 aprile la KNVB ha deliberato la sospensione definitiva del campionato di Eredivisie, non assegnando il titolo di campione dei Paesi Bassi e bloccando le retrocessioni.

## Maglie e sponsor
Lo sponsor ufficiale è Molecaten, mentre quello tecnico è Craft.
|  | Casa |  | Trasferta |  | Terza maglia |

## Organigramma societario
Dal sito internet ufficiale della società.
Area direttiva
- Presidente: Adriaan Visser
- Direttore generale: Jeroen van Leeuwen

Area tecnica
- Allenatore: John Stegeman
- Allenatore in seconda: Gert Peter de Gunst
- Allenatore in terza: Henry van der Vegt
- Allenatore dei portieri: Sjaak Storm
- Preparatore atletico: Jan Borghuis
- Medici di squadra: Mineke Vegter, Jos Lemmens
- Fisioterapisti: Arjan Louwen, Arjan Wiltjer
- Analista: Brent van Ooijen

Area organizzativa
- Direttore finanziario: Edwin Peterman
- Direttore sportivo: Mike Willems

Area marketing
- Direttore area marketing: Rick Schrijver
- Responsabile vendite: Jurian Meijntjes

Area comunicazione
- Direttore della comunicazione: Koen te Riele

## Rosa
Rosa tratta dal sito ufficiale.
| N. |                        | Ruolo | Calciatore                |
| -- | ---------------------- | ----- | ------------------------- |
| 1  | Paesi Bassi (bandiera) | P     | Xavier Mous               |
| 2  | Paesi Bassi (bandiera) | D     | Bram van Polen (capitano) |
| 3  | Finlandia (bandiera)   | D     | Thomas Lam                |
| 4  | Giappone (bandiera)    | D     | Yūta Nakayama             |
| 5  | Paesi Bassi (bandiera) | D     | Kenneth Paal              |
| 6  | Paesi Bassi (bandiera) | C     | Mustafa Saymak            |
| 7  | Paesi Bassi (bandiera) | A     | Vito van Crooij           |
| 8  | Paesi Bassi (bandiera) | C     | Clint Leemans             |
| 8  | Iran (bandiera)        | A     | Reza Ghoochannejhad       |
| 9  | Paesi Bassi (bandiera) | A     | Mike van Duinen           |
| 10 | Germania (bandiera)    | A     | Lennart Thy               |
| 11 | Marocco (bandiera)     | C     | Iliass Bel Hassani        |
| 13 | Germania (bandiera)    | C     | Rico Strieder             |
| 14 | Paesi Bassi (bandiera) | C     | Zian Flemming             |
| 15 | Paesi Bassi (bandiera) | D     | Sam Kersten               |

| N. |                        | Ruolo | Calciatore           |
| -- | ---------------------- | ----- | -------------------- |
| 16 | Germania (bandiera)    | P     | Michael Zetterer     |
| 17 | Norvegia (bandiera)    | A     | Dennis Johnsen       |
| 19 | Paesi Bassi (bandiera) | C     | Rick Dekker          |
| 20 | Paesi Bassi (bandiera) | C     | Thomas Bruns         |
| 22 | Paesi Bassi (bandiera) | C     | Pelle Clement        |
| 23 | Paesi Bassi (bandiera) | D     | Etiënne Reijnen      |
| 25 | Paesi Bassi (bandiera) | A     | Stanley Elbers       |
| 29 | Curaçao (bandiera)     | D     | Darryl Lachman       |
| 30 | Paesi Bassi (bandiera) | C     | Dean Huiberts        |
| 31 | Giappone (bandiera)    | D     | Sai van Wermeskerken |
| 34 | Paesi Bassi (bandiera) | A     | Jarno Westerman      |
| 36 | Francia (bandiera)     | D     | Marc Olivier Doué    |
| 38 | Paesi Bassi (bandiera) | C     | Gustavo Hamer        |
| 40 | Paesi Bassi (bandiera) | P     | Mike Hauptmeijer     |
| 43 | Kosovo (bandiera)      | D     | Destan Bajselmani    |

## Calciomercato

### Sessione estiva
| Acquisti         | Acquisti             | Acquisti        | Acquisti                    |
| R.               | Nome                 | da              | Modalità                    |
| ---------------- | -------------------- | --------------- | --------------------------- |
| P                | Xavier Mous          | Cambuur         | definitivo (0,6 milioni €)  |
| P                | Michael Zetterer     | Werder Brema    | prestito                    |
| D                | Sam Kersten          | Den Bosch       | definitivo (0,4 milioni €)  |
| D                | Kenneth Paal         | PSV             | definitivo (0,35 milioni €) |
| D                | Etiënne Reijnen      | Maccabi Haifa   | gratuito                    |
| D                | Sai van Wermeskerken | Cambuur         | gratuito                    |
| C                | Iliass Bel Hassani   | AZ Alkmaar      | definitivo                  |
| C                | Thomas Bruns         | Vitesse         | prestito                    |
| C                | Mustafa Saymak       | Çaykur Rizespor | gratuito                    |
| A                | Reza Ghoochannejhad  | APOEL           | definitivo                  |
| A                | Dennis Johnsen       | Ajax            | prestito                    |
| Altre operazioni |                      |                 |                             |
| R.               | Nome                 | da              | Modalità                    |
| P                | Mike Hauptmeijer     | Achilles '29    | fine prestito               |
| D                | Ruben Ligeon         | De Graafschap   | fine prestito               |
| A                | Anass Achahbar       | N.E.C.          | fine prestito               |

| Cessioni         | Cessioni            | Cessioni       | Cessioni                   |
| R.               | Nome                | a              | Modalità                   |
| ---------------- | ------------------- | -------------- | -------------------------- |
| P                | Diederik Boer       |                | ritirato                   |
| P                | Dean Bouzanis       | Melbourne City | fine prestito              |
| P                | Mickey van der Hart | Lech Poznań    | gratuito                   |
| D                | Kingsley Ehizibue   | Colonia        | definitivo (2 milioni €)   |
| D                | Dico Koppers        | Almere City    | gratuito                   |
| D                | Kenneth Paal        | PSV            | fine prestito              |
| D                | Sepp van den Berg   | Liverpool      | definitivo (1,9 milioni €) |
| C                | Ouasim Bouy         | Leeds Utd      | fine prestito              |
| C                | Zian Flemming       | N.E.C.         | prestito                   |
| C                | Denis Genreau       | Melbourne City | fine prestito              |
| C                | Clint Leemans       | RKC Waalwijk   | prestito                   |
| C                | Younes Namli        | Krasnodar      | definitivo (2 milioni €)   |
| A                | Stanley Elbers      | RKC Waalwijk   | prestito                   |
| Altre operazioni |                     |                |                            |
| R.               | Nome                | a              | Modalità                   |
| D                | Ruben Ligeon        | AS Trenčín     | gratuito                   |
| A                | Anass Achahbar      |                | svincolato                 |

### Sessione invernale
| Acquisti         | Acquisti      | Acquisti | Acquisti |
| R.               | Nome          | da       | Modalità |
| ---------------- | ------------- | -------- | -------- |
| C                | Rico Strieder | Utrecht  | prestito |
| Altre operazioni |               |          |          |
| R.               | Nome          | da       | Modalità |

| Cessioni         | Cessioni           | Cessioni        | Cessioni      |
| R.               | Nome               | a               | Modalità      |
| ---------------- | ------------------ | --------------- | ------------- |
| D                | Darryl Lachman     | Hapoel Ra'anana | gratuito      |
| C                | Iliass Bel Hassani | Al-Wakrah       | definitivo    |
| C                | Thomas Bruns       | Vitesse         | fine prestito |
| Altre operazioni |                    |                 |               |
| R.               | Nome               | a               | Modalità      |

## Risultati

### Eredivisie

#### Girone di andata
| Arbitro: | Manschot |

|         |           |                                      |
| Thy 39’ | Marcatori | 41’, 72’ Paulidīs 47’ (aut.) Leemans |

| Arbitro: | Mulder |

|                                                    |           |           |
| van de Streek 47’ Gustafson 49’ (rig.) Janssen 73’ | Marcatori | 16’ Hamer |

| Arbitro: | Dieperink |

|                                            |           |  |
| Matavž 52’ (rig.) Karavaev 64’ Linssen 80’ | Marcatori |  |

| Arbitro: | Gözübüyük |

|                        |           |                      |
| Bel Hassani 9’ Thy 56’ | Marcatori | 8’ Ache 81’ Veldwijk |

| Arbitro: | van den Kerkhof |

|           |           |                                       |
| Bakker 6’ | Marcatori | 17’ Johnsen 27’ Bruns 38’ Bel Hassani |

| Arbitro: | Manschot |

|                                                     |           |                             |
| Bel Hassani 26’ Reza 60’, 81’, 83’, 88’ Hamer 90+3’ | Marcatori | 28’ Meulensteen 34’ Leemans |

| Arbitro: | van der Eijk |

|                           |           |  |
| Lundqvist 19’ Hrustic 59’ | Marcatori |  |

| Arbitro: | Higler |

|  |           |                                                |
|  | Marcatori | 39’ Rosario 69’ Malen 72’ Dōan 90+4’ Gutiérrez |

| Arbitro: | Makkelie |

|                |           |  |
| van Bergen 45’ | Marcatori |  |

| Arbitro: | Gözübüyük |

|                                      |           |           |
| Bel Hassani 38’ Reza 74’ Clement 89’ | Marcatori | 8’ Kramer |

| Arbitro: | Pérez |

|                                                               |           |  |
| Czyborra 17’ van der Water 65’ Mauro Júnior 80’ Konings 90+1’ | Marcatori |  |

| Arbitro: | Kuipers |

|                      |           |                                  |
| Hamer 35’ Saymak 62’ | Marcatori | 6’, 11’ Promes 20’, 88’ D. Neres |

| Arbitro: | Blom |

|                              |           |          |
| Vučkić 16’ Latibeaudiere 25’ | Marcatori | 61’ Reza |

| Arbitro: | Kooij |

|                                     |           |              |
| Saymak 4’ Bel Hassani 65’ Thy 90+4’ | Marcatori | 89’ Damașcan |

| Arbitro: | Lindhout |

|              |           |  |
| Berghuis 23’ | Marcatori |  |

| Arbitro: | Gözübüyük |

|  |           |                            |
|  | Marcatori | 15’ Boadu 42’, 65’ Idrissi |

| Arbitro: | Nagtegaal |

|               |           |                      |
| Bastiaans 77’ | Marcatori | 11’ Paal 24’ Clement |

#### Girone di ritorno
| Arbitro: | Manschot |

|                                               |           |            |
| Hendrix 18’ Ihattaren 26’ Bruma 51’ Gakpo 72’ | Marcatori | 12’ Saymak |

| Arbitro: | Kamphuis |

|                                      |           |                                         |
| van Duinen 27’ Paal 53’ Nakayama 89’ | Marcatori | 24’ (rig.) Gustafson 71’ Kerk 86’ Abass |

| Tilburg 26 gennaio 2020, ore 14:30 CET 20ª giornata | Willem II | 0 – 0 referto | PEC Zwolle | Stadio Willem II (13 337 spett.)\| Arbitro: \| Blank \| |
| Arbitro:                                            | Blank     |               |            |                                                         |

| Arbitro: | van Boekel |

|              |           |  |
| Nakayama 43’ | Marcatori |  |

| Waalwijk 8 febbraio 2020, ore 20:45 CET 22ª giornata | RKC Waalwijk | 0 – 0 referto | PEC Zwolle | Mandemakers Stadion (5 257 spett.)\| Arbitro: \| Mulder \| |
| Arbitro:                                             | Mulder       |               |            |                                                            |

| Arbitro: | Gözübüyük |

|                                   |           |                                       |
| Thy 5’ (rig.), 59’ van Duinen 11’ | Marcatori | 38’ Fer 51’, 65’ Berghuis 88’ Boženík |

| Arbitro: | Kamphuis |

|                                    |           |  |
| Koopmeiners 54’ (rig.), 60’ (rig.) | Marcatori |  |

| Arbitro: | Lindhout |

|                                                        |           |                              |
| Hamer 6’ Paal 74’ Reza 90’ (rig.) Pasveer 90+4’ (aut.) | Marcatori | 6’ Matavž 33’, 90+2’ Tannane |

| Arbitro: | van den Kerkhof |

|         |           |                |
| Cox 71’ | Marcatori | 90’ (rig.) Thy |

| Zwolle 14 marzo 2020, ore 19:45 CET 27ª giornata | PEC Zwolle | – Cancellata referto | Heracles Almelo | MAC³PARK Stadion |

| Zwolle 21 marzo 2020, ore 19:45 CET 28ª giornata | PEC Zwolle | – Cancellata referto | VVV-Venlo | MAC³PARK Stadion |

| Amsterdam 5 aprile 2020, ore 14:30 CEST 29ª giornata | Ajax | – Cancellata referto | PEC Zwolle | Amsterdam ArenA |

| Zwolle 12 aprile 2020, ore 14:30 CEST 30ª giornata | PEC Zwolle | – Cancellata referto | Twente | MAC³PARK Stadion |

| Rotterdam 21 aprile 2020, ore 20:45 CEST 31ª giornata | Sparta Rotterdam | – Cancellata referto | PEC Zwolle | Sparta Stadion Het Kasteel |

| Zwolle 25 aprile 2020, ore 20:45 CEST 32ª giornata | PEC Zwolle | – Cancellata referto | Heerenveen | MAC³PARK Stadion |

| Zwolle 3 maggio 2020, ore 14:30 CEST 33ª giornata | PEC Zwolle | – Cancellata referto | Emmen | MAC³PARK Stadion |

| L'Aia 10 maggio 2020, ore 14:30 CEST 34ª giornata | ADO Den Haag | – Cancellata referto | PEC Zwolle | Kyocera Stadion |

### Coppa d'Olanda
| Arbitro: | Gerrets |

|  |           |                              |
|  | Marcatori | 58’, 90+2’ Thy 90+1’ Johnsen |

| Arbitro: | Bax |

|                                               |           |  |
| Sambou 17’ Karjalainen 43’ Lachman 71’ (aut.) | Marcatori |  |

## Statistiche

### Statistiche di squadra
| Competizione | Punti | In casa | In casa | In casa | In casa | In casa | In casa | In trasferta | In trasferta | In trasferta | In trasferta | In trasferta | In trasferta | Totale | Totale | Totale | Totale | Totale | Totale | DR  |
| Competizione | Punti | G       | V       | N       | P       | Gf      | Gs      | G            | V            | N            | P            | Gf           | Gs           | G      | V      | N      | P      | Gf     | Gs     | DR  |
| ------------ | ----- | ------- | ------- | ------- | ------- | ------- | ------- | ------------ | ------------ | ------------ | ------------ | ------------ | ------------ | ------ | ------ | ------ | ------ | ------ | ------ | --- |
| Eredivisie   | 26    | 12      | 5       | 2       | 5       | 28      | 30      | 14           | 2            | 3            | 9            | 9            | 25           | 26     | 7      | 5      | 14     | 37     | 55     | -18 |
| KNVB beker   | -     | 0       | 0       | 0       | 0       | 0       | 0       | 2            | 1            | 0            | 1            | 3            | 3            | 2      | 1      | 0      | 1      | 3      | 3      | 0   |
| Totale       | 26    | 12      | 5       | 2       | 5       | 28      | 30      | 17           | 3            | 3            | 10           | 12           | 28           | 28     | 8      | 5      | 15     | 40     | 58     | -18 |

### Andamento in campionato
| Giornata  | 1  | 2  | 3  | 4  | 5  | 6  | 7  | 8  | 9  | 10 | 11 | 12 | 13 | 14 | 15 | 16 | 17 | 18 | 19 | 20 | 21 | 22 | 23 | 24 | 25 | 26 | 27 | 28 | 29 | 30 | 31 | 32 | 33 | 34 |
| --------- | -- | -- | -- | -- | -- | -- | -- | -- | -- | -- | -- | -- | -- | -- | -- | -- | -- | -- | -- | -- | -- | -- | -- | -- | -- | -- | -- | -- | -- | -- | -- | -- | -- | -- |
| Luogo     | C  | T  | T  | C  | T  | C  | T  | C  | T  | C  | T  | C  | T  | C  | T  | C  | T  | T  | C  | T  | C  | T  | C  | T  | C  | T  | -  | -  | -  | -  | -  | -  | -  | -  |
| Risultato | P  | P  | P  | N  | V  | V  | P  | P  | P  | V  | P  | P  | P  | V  | P  | P  | V  | P  | N  | N  | V  | N  | P  | P  | V  | N  | -  | -  | -  | -  | -  | -  | -  | -  |
| Posizione | 16 | 16 | 18 | 17 | 12 | 12 | 14 | 15 | 15 | 13 | 13 | 15 | 16 | 14 | 15 | 16 | 15 | 15 | 15 | 16 | 15 | 16 | 16 | 16 | 15 | 15 | -  | -  | -  | -  | -  | -  | -  | -  |

Legenda:

Luogo: C = Casa; T = Trasferta. Risultato: V = Vittoria; N = Pareggio; P = Sconfitta.

### Statistiche dei giocatori
In corsivo i calciatori che hanno lasciato la squadra a stagione in corso.
| Giocatore           | Eredivisie | Eredivisie | Eredivisie  | Eredivisie | Coppa d'Olanda | Coppa d'Olanda | Coppa d'Olanda | Coppa d'Olanda | Totale   | Totale | Totale      | Totale     |
| Giocatore           | Presenze   | Reti       | Ammonizioni | Espulsioni | Presenze       | Reti           | Ammonizioni    | Espulsioni     | Presenze | Reti   | Ammonizioni | Espulsioni |
| ------------------- | ---------- | ---------- | ----------- | ---------- | -------------- | -------------- | -------------- | -------------- | -------- | ------ | ----------- | ---------- |
| D. Bajselmani       | 3          | 0          | 0           | 0          | 0              | 0              | 0              | 0              | 3        | 0      | 0           | 0          |
| I. Bel Hassani      | 14         | 5          | 1           | 0          | 1              | 0              | 0              | 0              | 15       | 5      | 1           | 0          |
| T. Bruns            | 8          | 1          | 1           | 0          | 0              | 0              | 0              | 0              | 8        | 1      | 1           | 0          |
| P. Clement          | 24         | 2          | 6           | 0          | 2              | 0              | 0              | 0              | 26       | 2      | 6           | 0          |
| R. Dekker           | 17         | 0          | 4           | 0          | 1              | 0              | 1              | 0              | 18       | 0      | 5           | 0          |
| M. Doué             | 1          | 0          | 0           | 0          | 0              | 0              | 0              | 0              | 1        | 0      | 0           | 0          |
| S. Elbers           | 2          | 0          | 0           | 0          | -              | -              | -              | -              | 2        | 0      | 0           | 0          |
| Z. Flemming         | 4          | 0          | 1           | 0          | -              | -              | -              | -              | 4        | 0      | 1           | 0          |
| G. Hamer            | 25         | 4          | 9           | 0          | 1              | 0              | 1              | 0              | 26       | 4      | 10          | 0          |
| M. Hauptmeijer      | 0          | -0         | 0           | 0          | 0              | -0             | 0              | 0              | 0        | -0     | 0           | 0          |
| D. Huiberts         | 11         | 0          | 2           | 0          | 2              | 0              | 0              | 0              | 13       | 0      | 2           | 0          |
| D. Johnsen          | 23         | 1          | 1           | 0          | 2              | 1              | 0              | 0              | 25       | 2      | 1           | 0          |
| S. Kersten          | 16         | 0          | 0           | 0          | 0              | 0              | 0              | 0              | 16       | 0      | 0           | 0          |
| J. Koorman          | 3          | 0          | 1           | 0          | -              | -              | -              | -              | 3        | 0      | 1           | 0          |
| D. Lachman          | 13         | 0          | 0           | 0          | 2              | 0              | 0              | 0              | 15       | 0      | 0           | 0          |
| T. Lam              | 14         | 0          | 2           | 1          | 2              | 0              | 0              | 0              | 16       | 0      | 2           | 1          |
| C. Leemans          | 1          | 0          | 0           | 0          | -              | -              | -              | -              | 1        | 0      | 0           | 0          |
| X. Mous             | 13         | -32        | 0           | 0          | 1              | -0             | 0              | 0              | 14       | -32    | 0           | 0          |
| Y. Nakayama         | 14         | 2          | 0           | 0          | 1              | 0              | 1              | 0              | 15       | 2      | 1           | 0          |
| K. Paal             | 19         | 3          | 6           | 0          | 2              | 0              | 0              | 0              | 21       | 3      | 6           | 0          |
| E. Reijnen          | 4          | 0          | 0           | 0          | 0              | 0              | 0              | 0              | 4        | 0      | 0           | 0          |
| Reza                | 13         | 7          | 0           | 1          | 1              | 0              | 0              | 0              | 14       | 7      | 0           | 1          |
| M. Saymak           | 15         | 3          | 1           | 0          | 0              | 0              | 0              | 0              | 15       | 3      | 1           | 0          |
| R. Strieder         | 6          | 0          | 1           | 0          | -              | -              | -              | -              | 6        | 0      | 1           | 0          |
| L. Thy              | 24         | 6          | 1           | 0          | 2              | 2              | 0              | 0              | 26       | 8      | 1           | 0          |
| V. van Crooij       | 16         | 0          | 3           | 0          | 2              | 0              | 1              | 0              | 18       | 0      | 4           | 0          |
| M. van Duinen       | 12         | 2          | 0           | 0          | 1              | 0              | 0              | 0              | 13       | 2      | 0           | 0          |
| B. van Polen        | 8          | 0          | 2           | 0          | 0              | 0              | 0              | 0              | 8        | 0      | 2           | 0          |
| S. van Wermeskerken | 18         | 0          | 1           | 0          | 2              | 0              | 0              | 0              | 20       | 0      | 1           | 0          |
| J. Westerman        | 4          | 0          | 0           | 0          | 1              | 0              | 0              | 0              | 5        | 0      | 0           | 0          |
| M. Zetterer         | 13         | -23        | 1           | 0          | 1              | -3             | 0              | 0              | 14       | -26    | 1           | 0          |